# Dal: Yma/Nawr
Dal: Yma/Nawr (anglicky Still: Here/Now) je velšský dokumentární film režiséra Marca Evanse z roku 2004. Ve filmu různí herci (například Ioan Gruffudd) čtou velšskou básně a doprovází je i různí hudebníci, kteří hrají velšské lidové písně. Ve filmu hraje také velšský hudebník John Cale lidovou píseň „Ar Lan y Môr“. Film získal tři ceny BAFTA Cymru; za nejlepší kameru (Jimmy Dibling), nejlepší dokument (Ynyr Williams) a nejlepší střih (Mike Hopkins).